# Bahía Honda (Los Santos)
Bahía Honda es un corregimiento ubicado en el distrito de Macaracas en la provincia panameña de Los Santos. En el año 2010 tenía una población de 646 habitantes y una densidad poblacional de 23 personas por km².

## Geografía física
De acuerdo con los datos del INEC el corregimiento posee un área de 28.1 km².

## Demografía
De acuerdo con el censo del año 2010, el corregimiento tenía una población de unos 646 habitantes. La densidad poblacional era de 23 habitantes por km². 